# 中川村 (千葉県君津郡)
中川村（なかがわむら）は、千葉県君津郡（望陀郡）にかつて存在した村である。現在の袖ケ浦市の南部に位置している。
袖ケ浦市立中川小学校などにその名をとどめる。

## 沿革
- 1889年（明治22年）4月1日 - 町村制施行により、大鳥居村、横田村、百目木村が合併し、望陀郡中川村が発足。
- 1897年（明治30年）4月1日 - 望陀郡が統合されて君津郡となる。
- 1912年（大正元年）12月28日 - 千葉県営鉄道久留里線の木更津駅 - 久留里駅間の開業により横田駅が開業。
- 1923年（大正12年）9月1日 - 久留里線が国有化。
- 1937年（昭和12年）4月20日 - 久留里線に東横田駅が開業。
- 1947年（昭和22年）1月20日? - 東横田駅が営業休止。
- 1955年（昭和30年）2月11日 - 平岡村と合併して平川町を新設。同日中川村廃止。

## 交通

### 鉄道
- 国鉄（現JR東日本）
  - 久留里線：横田駅 - 東横田駅